# Магістр ділового адміністрування
Магі́стр бізнес-адмініструва́ння або Магі́стр ділово́го адмініструва́ння (МБА) (англ. Master of Business Administration MBA) — кваліфікаційний ступінь у менеджменті (управлінні). Часто абревіатура використовується для позначення не ступеня, а самих програм навчання для отримання ступеня. Кваліфікація МВА має на увазі здатність виконувати роботу керівника середньої і вищої ланки. У різних Бізнес-школах період навчання за програмою МВА займає від одного до п'яти років.

## Опис
Програма МВА вперше з'явилась у Сполучених Штатах Америки, де весною 1902 року сім студентів Darthmouth College отримали дипломи бізнес-освіти, прослухавши повний курс програми M.S.C. (Master of Commercial Science). За першою бізнес-школою стали з'являтися й інші. Однак, впродовж багатьох років програми МВА були суто американською системою освіти. Лише в 1967 році бізнес-школи виникли у Великій Британії, а потім поширилися й в інших країнах Європи. Сьогодні ступінь МВА можна отримати у більш ніж 1250 різних навчальних закладах у багатьох країнах світу. Проте, з'явившись у Європі, програми МВА набули специфіки, адаптувавшись до європейських особливостей ведення бізнесу, тому сьогодні прийнято розрізняти європейську й американську моделі МВА.

## Програми MBA
Єдиної й загальноприйнятої систематизації програм не існує (так само як відсутній єдиний стандарт МВА). Проте можна виділити найпринциповіші форми проведення програм, поширені у світі:
- Executive МВА (EMBA) — програми, орієнтовані на керівників вищої ланки, де роботи студентів змістовно спираються на значний досвід;
- Full time МВА — традиційні програми у формі денного навчання, що передбачають «відрив від виробництва»;
- Part time МВА — денні програми, де слухач віддає навчанню не весь свій час (зазвичай через необхідність поєднувати навчання з роботою). Найпоширеніші варіанти — вечірня та дистанційно-модульна побудова програм Part-time.
- Distance МВА — програми, у яких для більшої гнучкості навчального процесу використовують методи дистанційного навчання.

Програми part-time MBA — дозволяють навчатись «без відриву від роботи» й мають заочну форму: існують варіанти вечірнього та модульного навчання.
В Україні система навчання передбачає вечірній формат чи частково дистанційне навчання. Європейські та Американські бізнес-школи пропонують традиційну МВА з «відривом від виробництва».

## Акредитація
Практично всі бізнес-школи мають міжнародну акредитацію, на сьогоднішній день найбільш відомими та важливими для будь-якої школи бізнесу є такі всесвітні організації:
- AACSB International (The Association to Advance Collegiate Schools of Business) — головна асоціація США, яка діє в сфері бізнес-освіти. AACSB створена в 1916 році. Її мета — сприяти підвищенню якості вищої освіти в області бізнес-адміністрування та менеджменту. У цей час асоціацією акредитовано 426 установ у різних країнах світу.

- Центрально- та Східно-Європейська асоціація розвитку менеджменту (CEEMAN) — головна європейська асоціація, яка діє в сфері бізнес освіти. CEEMAN є міжнародною асоціацією розвитку управління, створеної в 1993 році з метою прискорення зростання якості менеджменту в країнах Центральної та Східної Європи. CEEMAN включає 170 інституційних та індивідуальних членів з 42 країн Європи, Північної Америки, Латинської Америки та Азії.

- Асоціація МВА (АМВА) займається проблемами освіти в галузі менеджменту для випускників університетів та сприяє формуванню класу професійних менеджерів. Акредитація була створена для вирішення багатьох задач та оцінки шкіл бізнесу і їхніх програм на відповідність установленим стандартам.

- EQUIS (European Quality Improvement System — Європейська Система Вдосконалення Якості) відома європейська організація, що займається акредитацією. EQUIS — це міжнародна система стратегічного аудиту і акредитації, створена в Європі для оцінки бізнес-шкіл з широким спектром національних особливостей.

- ECBE (European Council for Business Education) — зареєстрована у Швейцарії. Основна мета організації — підвищення якості бізнес-освіти у всьому світі.
- FIBAA[1] (Foundation for International Business Administration Accreditation) — міжнародна агенція (некомерційний фонд) з акредитації та експертизи якості вищої освіти. Заснована у 1994 році провідними об'єднаннями працедавців Німеччини, Швейцарії та Австрії. Головне представництво у м. Бонн, Німеччина.

- УАБО (Українська асоціація бізнес-освіти) — фокусується на проблемах освітянського простору нашої країни. Її акредитацію заплановано для поступового вирішення задач і проблем української бізнес-освіти та короткострокової освіти. Акредитація здійснюється спільно з Embassy High School (UK).